# Cerveteri

Un'immagine di Mussolini e Hitler a Furbara

Castello Ruspoli

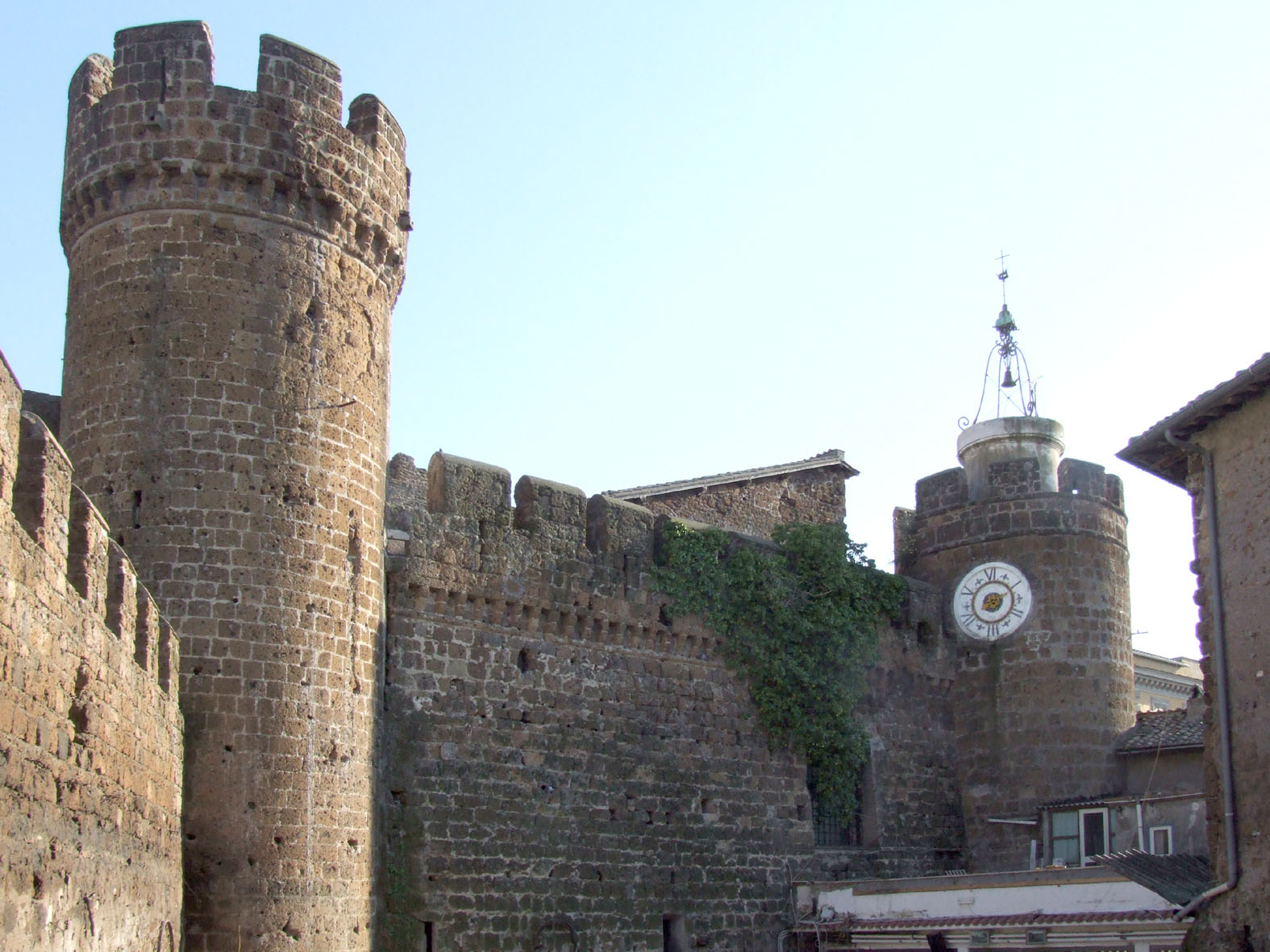
La Rocca

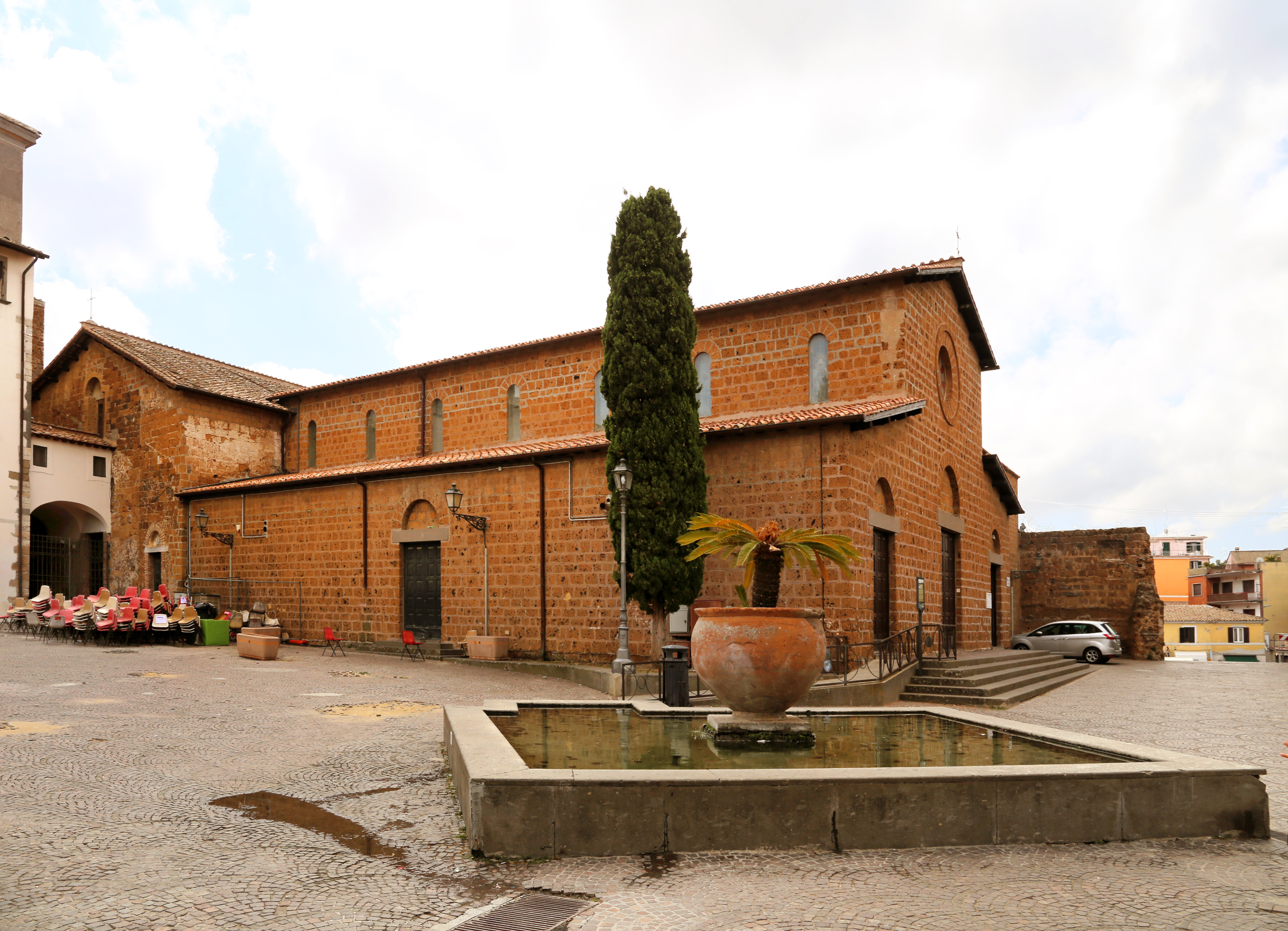
La chiesa di Santa Maria Maggiore

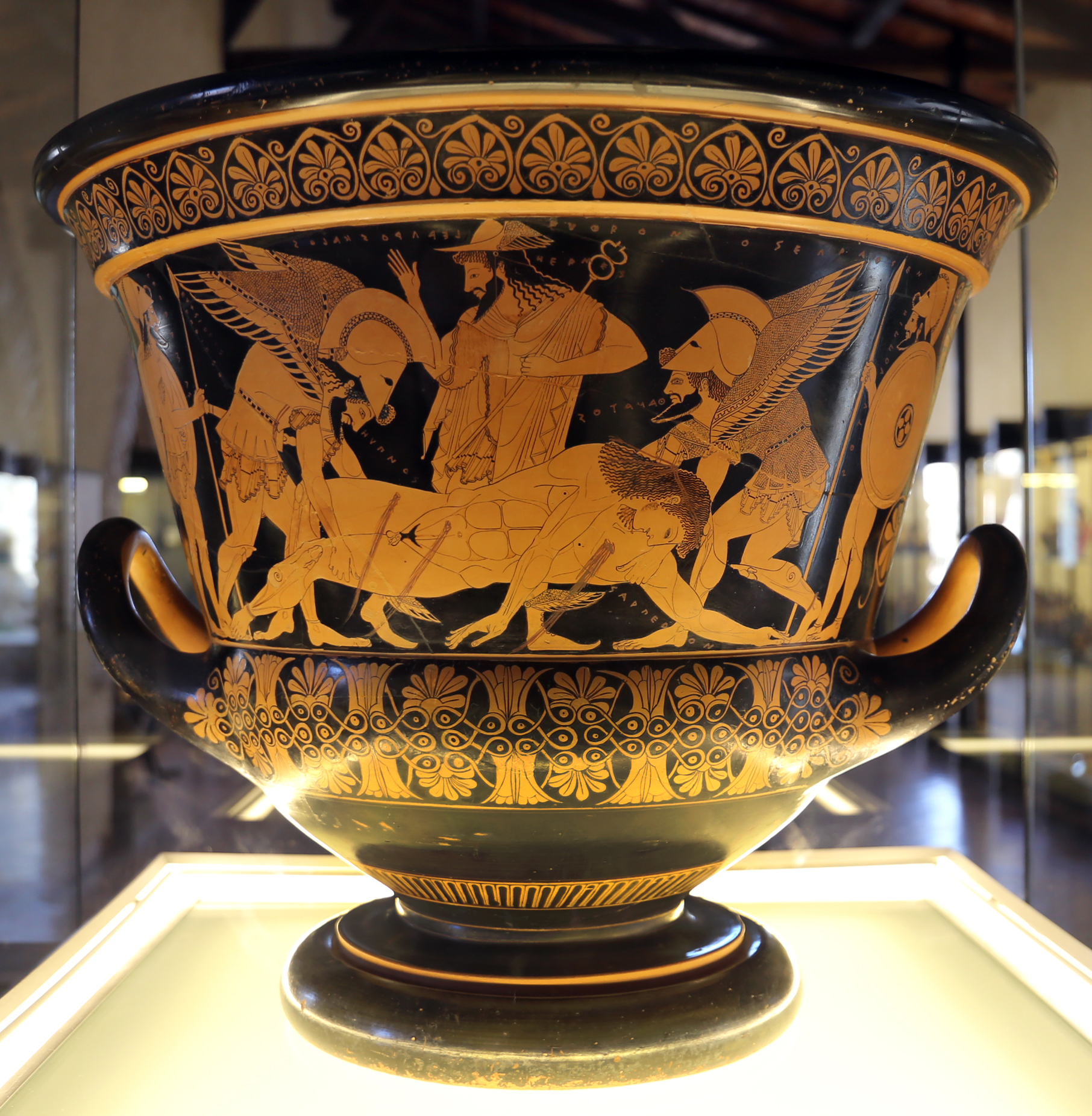
"Cratere di Eufronio" rinvenuto a Cerveteri; ceramica attica del VI secolo a.C. Cerveteri, Museo nazionale Cerite

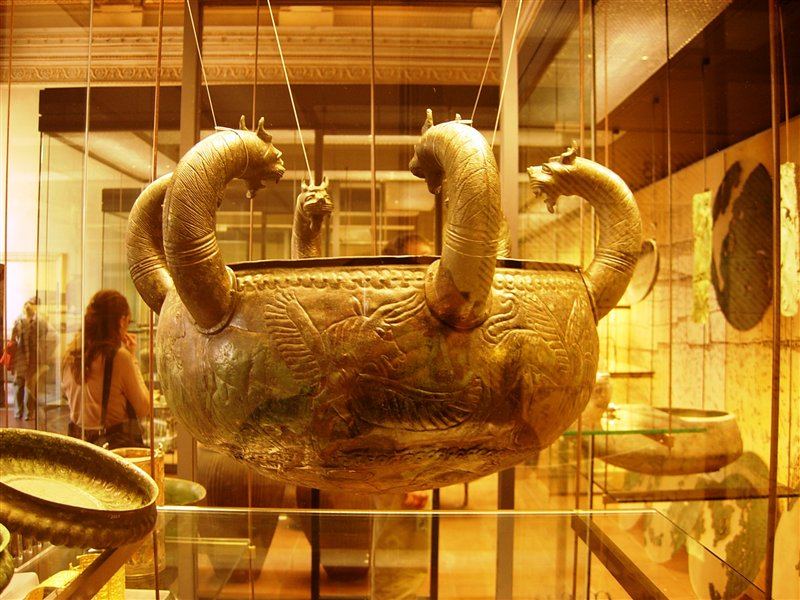
Lebete con sei protomi di leone, 675-650 a.C. Dalla tomba Regolini-Galassi a Cerveteri, Necropoli del Sorbo. Esposto ai Musei Vaticani

Cervèteri è un comune italiano di 38 118 abitanti della città metropolitana di Roma nel Lazio.

## Geografia fisica

### Territorio
Si affaccia sul Mar Tirreno e si trova a 42 km di distanza da Roma e circa 65 da Viterbo.
Da Cerveteri si accede alla Necropoli etrusca del Sorbo e alla Necropoli etrusca della Banditaccia, una delle necropoli più monumentali del Mar Mediterraneo, dichiarata nel 2004 dall'UNESCO, assieme a quella di Tarquinia, patrimonio mondiale dell'umanità.

### Clima
- Classificazione climatica: zona D, 1450 GR/G

Zona climatica 9a (USDA).
Temperato caldo (Koppen).

## Storia
Cerveteri sorge dove si trova l'antica città di Agylla, Άγυλλα (per i Greci)., poi chiamata Caere dagli Etruschi. Il suo nome moderno deriva da Caere Vetus, così chiamata nel XIII secolo per distinguerla da Caere Novum (l'attuale Ceri). Altri antichi toponimi della città sono Cisra (per gli Etruschi).
Le evidenze archeologiche fanno risalire la presenza umana, sul pianoro dove si svilupperà Cerveteri, alla prima età del Ferro, che nell'area mediterranea si fa risalire al IX secolo a.C.. Questa circostanza, collegata alla quasi totale scomparsa dei centri abitati circonvicini risalenti all'Età del Bronzo, suggerisce che la città si sia sviluppata in conseguenza a fenomeni di accentramento della popolazione, per motivi economici e di necessità difensive. Questi insediamenti, e le circostanti necropoli, sono attestate per tutto il periodo dell'età del ferro, saldandosi con quelle di età storica, degli Etruschi.
Per la tradizione storiografica la città venne fondata dai Pelasgi con il nome di Agylla, e quindi conquistata dagli Etruschi, che ne cambiarono il nome in Caere.
Le vicende di Caere sono prima legate al conflitto tra le città greche ed etrusche per il predominio del commercio in Italia, e più in generale nel Mar Tirreno, e poi tra quelle etrusche e Roma, anche se a lungo la città mantenne lo status di alleata di Roma.
Nella seconda metà del VI secolo a.C. (tra il 541 e il 535 a.C.) Caere-Agylla combatté tra le forze etrusche alleate dei Cartaginesi contro i Focei nello scontro navale conosciuto come Battaglia del Mare Sardo. Sebbene lo scontro navale si sia concluso con la vittoria di Focea, di fatto Etruschi e Cartaginesi bloccarono l'espansione greca nel Mar Tirreno occidentale.
Nonostante Caere, in quanto città etrusca, fosse in secolare contrasto con Roma per il predominio nell'Italia centrale, nel 387 a.C., quando i Galli di Brenno saccheggiarono Roma, sostenne la città rivale. Prima la città diede rifugio alle vestali e a quanti erano fuggiti da Roma attaccata dai Galli, poi attaccò in Sabina gli stessi Galli sulla strada del ritorno, riuscendo a privarli del bottino depredato a Roma.
In seguito all'avvenuta sottomissione delle città etrusche al dominio romano nel IV secolo a.C., Caere entrò a far parte del mondo romano, come Municipium sine suffragio.
Nonostante il generale decadimento delle città italiane in conseguenza della caduta di Roma, Caere dovette mantenere una certa importanza, visto che troviamo elencati almeno otto vescovi particolari, gli Episcopus Cerensis, l'ultimo del quale Benedetto nel 1029.
Tra l'VIII e l'XI secolo, come riportato nei documenti degli imperatori Ludovico il Pio, Ottone I e Enrico II il Santo Caere era governata direttamente dal papato. Successivamente dovette perdere d'importanza, se nel 1192, dal libro dei Censi della Chiesa Romana, Caere dipende dal vescovato di Portus.
Tra il XII e il XIII secolo, parte della sua popolazione si dovette trasferire in una località vicina, Cere Novum, che si trova distinta dalla vecchia, Cere Vetere, come risulta in una bolla del 1236 di Papa Gregorio IX. Durante il XIII secolo fu dei Normanni Alberteschi dai quali successivamente passò ad altre famiglie nobili, come i Corsi dai quali tra fine secolo XIII e metà secolo XV appartenne, ai Venturini che la cedettero agli Anguillara. Scomunicati costoro da Paolo II, passò a Bartolomeo Giuppo nipote di Sisto IV che la cedette nel 1487 a Franceschetto Cybo insieme a Monterano, Rota e Ischia che poco dopo vennero cedute agli Orsini i quali, tranne una breve parentesi in cui fu tolta dai Farnese durante la metà del secolo XVI, la tennero fino a quando furono costretti a vendere nel 1674 ai Ruspoli, che nel 1709 ne ebbero poi il titolo di principe.
Nei secoli successivi si ridimensiona come centro agricolo e, solo nel XX secolo, come centro turistico e archeologico.
Durante la seconda guerra mondiale erano operativi nel territorio comunale due aeroporti militari (o meglio campi d'aviazione), l'aeroporto di Cerveteri e l'aeroporto di Furbara, che, nell'evolversi della Campagna d'Italia, furono anche presi in considerazione, da parte degli Alleati, come possibili basi da utilizzare per l'offensiva su Roma.

### Simboli
Lo stemma del comune di Cerveteri è stato riconosciuto con decreto del capo del governo del 29 maggio 1933.
Il gonfalone, concesso con decreto del presidente della Repubblica del 2 agosto 2007, è un drappo partito di giallo e di rosso.

## Monumenti e luoghi d'interesse

### Architetture civili
- Granarone
- Palazzo comunale vecchio
- Rocca
- Case Grifoni

### Architetture religiose
Sono presenti molte chiese, tra cui:
- Chiesa di Santa Maria Maggiore: è la chiesa più importante del territorio, sede di un arcipretura, composta da una chiesa antica, datata circa all'anno 1000, in stile romanico, ed una nuova del 1950, che si inserisce nella prima.
- Chiesa della Madonna dei Canneti: piccola chiesa di campagna, segna la fine del centro e l'inizio della parte nuova. È del Settecento ed è in stile romano-barocco. È un santuario.
- Chiesa della Pietà: detta in dialetto "l'Ossara" è la piccola cappella del cimitero vecchio.
- Chiesa di Sant'Antonio Abate: è una piccola chiesa a tre navate, anch'essa costruita intorno all'anno 1000.
- Chiesa di San Michele Arcangelo: è la chiesa dedicata al santo patrono, del 1756.
- Cappella di Sant'Antonio Abate alla valle della Mola: è una piccola cappella dedicata a sant'Antonio per proteggere gli animali.
- Oratorio di San Michele.
- Chiesa della Santissima Trinità: è l'altra parrocchia di Cerveteri, che, ospitata per qualche tempo in un garage, ha ora la sua nuova sede nello stesso luogo ove sorgeva la prima; consacrazione avvenuta il 1º luglio 2012.=
- Santuario della Vergine Immacolata nella frazione di Ceri: detta "Madonna di Ceri"
- Chiesa di San Felice: è una chiesa della frazione di Ceri, dove si ritiene sia avvenuto il "miracolo dei buoi", detta anche Madonna della Cava.
- Chiesa di San Sebastiano: è una chiesa di Ceri, attigua al piccolo cimitero.
- Chiesa di San Martino: è la chiesa di Borgo San Martino.
- Chiesa del Sacro Cuore: è la chiesa di Valcanneto.
- Chiesa di Sant'Eugenio, in località I Terzi.
- Chiesa di San Francesco d'Assisi, in località Cerenova.
- Chiesa di sant'Antonino, sorge sulla Via Aurelia a Furbara, inglobata nel casale Pallavicini, all'interno della tenuta di "Monte Tosto".
- Chiesa di Santa Croce: è la chiesa del borgo "Sasso".
- Santuario di Sant'Antonio Abate al Monte Santo
- Chiesa della Madonna di Loreto: è la chiesa delle Due Casette.

Chiese scomparse:
Inoltre sono ricordate numerose chiese ormai scomparse.

### Architetture militari
- Castello Ruspoli; costruito nel XIII sul tracciato di antiche mure etrusche.[13][14]

### Siti archeologici
- Necropoli della Banditaccia: complesso di tombe etrusche, rappresenta una delle necropoli più importanti per la bellezza e la grandezza delle tombe e l'importanza dei reperti rinvenutivi; di particolare pregio il Sarcofago degli Sposi che ora si trova nel Museo nazionale etrusco di Villa Giulia a Roma;
- Necropoli di Monte Abatone (Tomba Torlonia e Tumulo Campana;[15])
- Necropoli di Greppe Sant'Angelo nota per la Tomba del Charun;[16]
- Necropoli del Sorbo, piccola necropoli nota per la Tomba Regolini-Galassi, i cui reperti sono esposti ai musei Vaticani;[17][18]
- Antiche ferriere Pontificie [19][20]

### Complesso termale romano della Aquae Caeretanae
- Sito archeologico di un impianto termale pubblico di età romana (età imperiale della fine del I secolo d.C.) in buono stato di conservazione, emerso nel 1986. Si trova nella zona di Pian della Carlotta, vicino a Sasso. Il suo nome deriva dalle divinità di Ercole e Giove e fu utilizzato fino alla caduta dell’Impero Romano, poi scomparve fino al 1986.
- Il sito consiste in due grandi vasche circondate da gradini di marmo e numerosi altri spazi e ambienti rivestiti di lastre di marmo colorato.

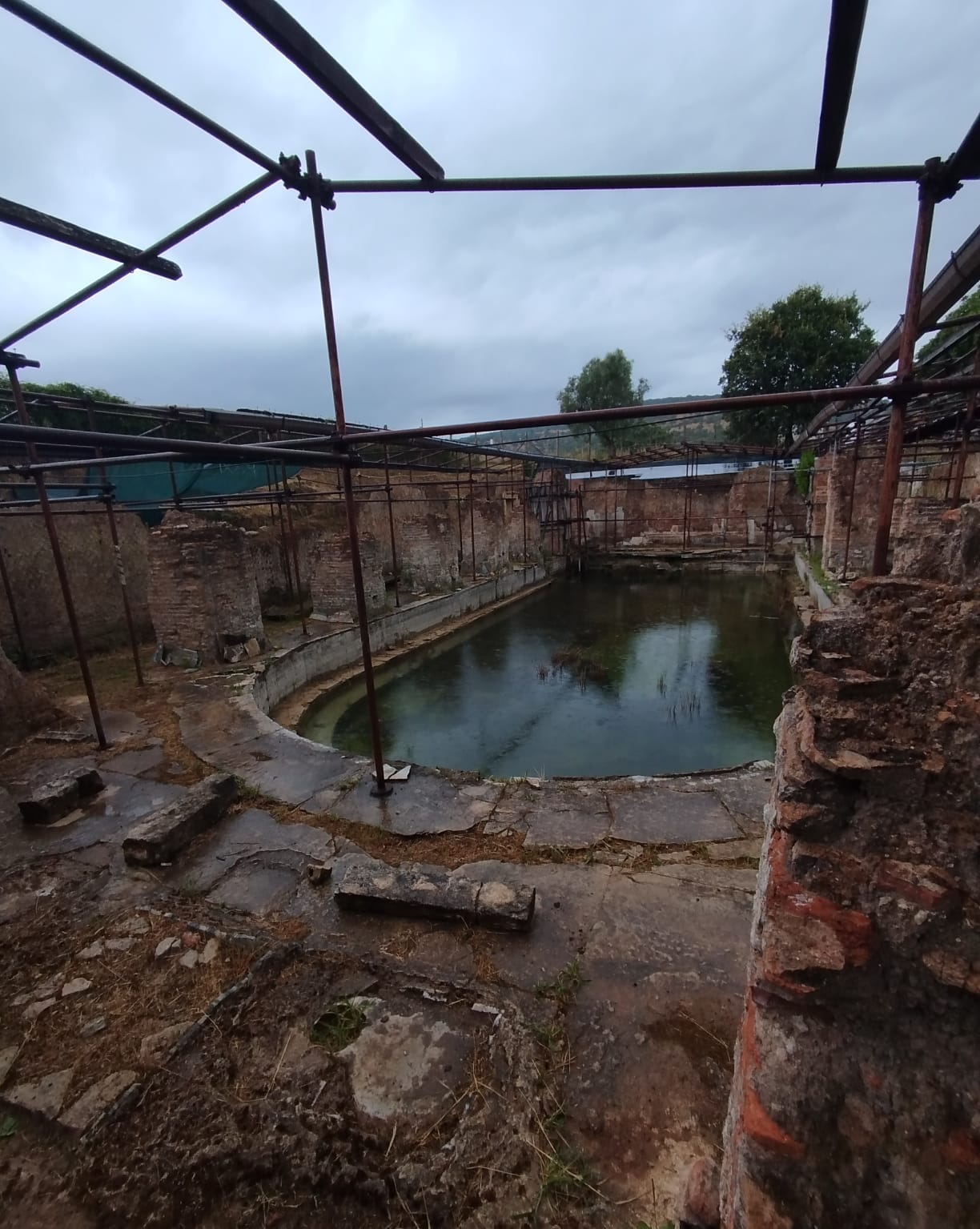
Aquae Caeretanae

- Aquae Caeretanae

### Aree naturali
- Monumento naturale Palude di Torre Flavia (ZPS);[21]
- Comprensorio Tolfetano-Cerite-Manziate (ZPS);[22]
- Monte Tosto (ZSC);[23]
- Sughereta del Sasso (ZSC);[24]
- Cascate del vulcano Sabatino, dell’Ospedaletto, del Norcino, della Mola di San Giuliano, dell’Arenile, Braccio di Mare (balneabile) e del Vaccinello.[25][26]
- Cascatelle del Sasso;[27]
- Via degli Inferi: è un'arteria stradale profondamente scavata nel tufo, che fu creata dalle mura della città di Caere per porre in comunicazione la città dei vivi con la grande necropoli della Banditaccia.[28]

## Società

### Evoluzione demografica
Abitanti censiti

### Etnie e minoranze straniere
Al 31 dicembre 2023 i residenti stranieri erano 3.188, pari all'8,38% della popolazione.

### Tradizioni e folclore
- Venerdì Santo - Rappresentazione storica della Passione e Morte di Nostro Signore Gesù Cristo
- 8 maggio - Festa patronale per San Michele Arcangelo
- Ultima domenica di maggio - Infiorata in onore della Madonna come festa della Parrocchia di Santa Maria Maggiore
- Solennità del Corpus Domini - Infiorata nella ricorrenza del Corpus Domini
- Sagra dell’uva e del vino dei colli ceriti- ultima domenica di agosto, con sfilata di carri allegorici

## Cultura

### Istruzione

#### Scuole
Nel comune sono presenti scuole dell'infanzia, primarie e secondarie di primo grado. Tra quelle secondarie di secondo grado sono presenti Licei linguistici e scientifici, Istituti aziendale e turistici. 

#### Musei
Museo nazionale cerite, un rilevante museo archeologico dedicato all'arte etrusca.
Museo ornitologico, ospitato presso palazzo Ruspoli, che epone più di 300 esemplari impagliati.

#### Biblioteche
Biblioteca comunale Nilde Iotti.

### Cinema
Film girati a Cerveteri:
- L'etrusco uccide ancora.[senza fonte]
- Il soldato di ventura, con Bud Spencer.[senza fonte]
- La terza stella (2005), con Ale e Franz regia di Alberto Ferrari.[senza fonte]
- Il presagio (The Omen) (1976).[senza fonte]

### Cucina
Cerveteri è conosciuta in campo enologico per il Giacchè.

### Eventi
- maggio - Festa in onore del Patrono San Michele Arcangelo;
- giugno - Festival etrusco; rassegna di eventi culturali, giunta nel 2024 alla 4ª edizione;[35]
- agosto - Etruria Eco Festival;

## Geografia antropica

### Frazioni
- Ceri (Cerveteri) è un borgo che sorge sopra uno sperone tufaceo, fondato dagli abitanti dell'antica città etrusca e poi romana di Caere nel 1246, abbandonando la città più antica a favore di una posizione più naturalmente protetta: il nuovo borgo venne detto Caere Novum, mentre la città antica divenne conosciuta come Caere Vetus, da cui deriva l'attuale nome del comune, Cerveteri.
- I Terzi è un piccolo borgo nel comprensorio del comune, dal cui capoluogo dista circa 9 km. Confina a nord con i comuni di Anguillara Sabazia e Bracciano e con la zona di Castel Campanile a sud nel territorio del comune di Fiumicino. Il santo patrono è sant'Eugenio. All'interno del piccolo borgo moderno sorge una piazza con una chiesa, alcuni esercizi commerciali, una scuola media e appena fuori un campo sportivo.
- Casetta Mattei è la località locata accanto alla frazione de I Terzi, ed è composta dalla zona di territorio più a nord-est compresa tra i territori dei comuni di Fiumicino e Bracciano. Non ha un centro vero e proprio, poiché il suo territorio è composto prevalentemente da campagne e terreni coltivati, all'interno della frazione sorge comunque una scuola elementare.
- Borgo San Martino è un borgo localizzato lungo la Via Doganale che collega la Via Aurelia alla Via Settevene Palo - Braccianese a circa 15 km dal centro storico di Cerveteri. Il piccolo borgo è composto da una piazza nella quale si trovano una chiesa, un ex ufficio postale, una scuola ed un bar, mentre la zona residenziale è sparsa nelle campagne circostanti. Appena fuori dal borgo, in Via del Casalone si trova un vecchio casale del Quattrocento dentro il quale è situato un ristorante e sala ricevimenti mentre inoltrandosi nelle campagne appena sottostanti alla piazza è possibile trovarsi dinnanzi ad un antico fontanile medievale.

- Procoio è un piccolo centro che si trova sulla via che da Cerveteri porta a Ceri e Valcanneto.
- Valcanneto, la frazione che si affaccia fino alla località Statua, quest'ultima appartenente alla frazione di Palidoro nel comune di Fiumicino; Valcanneto è composta da numerose villette a schiera. Ci sono anche tre piccole zone commerciali con negozi vari, un ufficio postale e la scuola media ed elementare che fa parte dell'Istituto Comprensivo "Don Milani".
- Marina di Cerveteri si compone delle località di Cerenova Costantica e di Campo di Mare, separate tra loro dalla ferrovia Tirrenica. Cerenova Costantica, detta semplicemente Cerenova, è situata a poca distanza dal litorale tirrenico e lungo la via Aurelia, a circa 40 km da Roma e a 5 km dal capoluogo comunale, confina a nord con la frazione di Santa Severa, nel comune di Santa Marinella, e a sud con Ladispoli. Nacque agli inizi degli anni settanta come consorzio per seconde case di villeggiatura, da una lottizzazione realizzata sui terreni, precedentemente coltivati a vigneto, della famiglia Ruspoli. Tutte le abitazioni, pur essendo diverse l'una dall'altra, sono concepite di colore bianco ed in uno stile dai richiami moreschi. In seguito si è trasformata in un luogo di residenza stabile, abitato da pendolari che lavorano a Roma, attratti dalla tranquillità della località, ovvero da stranieri e si è dotata dei necessari servizi.
- Furbara è forse la frazione meno conosciuta anche perché la parte edificata è composta quasi nettamente dalla vecchia stazione e da alcuni locali attigui ad essa, mentre il resto è composto tutto da campagne; è posta a 9 metri sul livello del mare, è abitata da 77 persone ufficialmente residenti, si affaccia sul mare e si trova tra la frazione di Cerenova (a sud-est), tra la frazione di Due Casette (a nord-est), e una stazione militare (a nord-ovest). Dista circa 5 km dalla piazza comunale della frazione centrale di Cerveteri.Presso Furbara ha sede l'aeroporto militare intitolato a Mario Ugo Gordesco,il quale ospita dal 2003 il 17º Stormo Incursori
- La frazione di (o delle) Due Casette è una frazione con un territorio molto esteso, che si diparte grosso modo dalla località Zambra e Centocorvi (queste ultime appartenenti però alla frazione principale) a sud-est fino ai confini con la frazione di Santa Severa del comune di Santa Marinella a nord-ovest, per poi proseguire a Nord verso la località di Cerqueto.
- La frazione del Sasso è forse una delle più importanti da un punto di vista storico (assieme a Ceri) e la più alta sul livello del mare, perché si pensa che sia stato il maggiore nucleo di età etrusca che ha contribuito alla formazione della città di Cerveteri. Alcuni storici ipotizzano che gli etruschi che risiedevano attorno alla zona centrale oggi occupata dal Castello Ruspoli (di cui il Sasso fu il maggiore) si spostavano da quei luoghi fino al centro per motivi commerciali; solo quando nell'VIII secolo a.C. alcuni ricchi commercianti si impadronirono dei locali nella zona centrale (che prima occupavano solo saltuariamente), ci fu uno spostamento di massa dai nuclei dislocati nel territorio al centro attuale, che rimase un punto di riferimento per secoli fin quando, dopo carestie, invasioni barbariche e malaria, gli ultimi residenti si spostarono nella frazione di Ceri. La frazione centrale si ripopolò solo alla fine dell'Ottocento.
- La località di Cerqueto non è una vera e propria frazione, ma una zona attigua a quella del Sasso, da cui si è comunque distinta negli ultimi anni (a partire dal 1990 circa) per l'incremento delle abitazioni ivi costruite, più vicine alla frazione delle Due Casette che non alla più montana Sasso, tra le quali è inserita.
- Le località di Zambra, Pian della Carlotta e Gricciano, a causa dell'aumento demografico consistente, ad oggi possono essere considerate frazioni sebbene possano essere ancora assimilate a località già esistenti.
- Altre località importanti oggi in via di popolamento sono le località Podere Augusto, Centocorvi, Ponte Coperto e Croce Bianca, che comunque non costituiscono vere e proprie frazioni ma località satelliti delle frazioni circostanti.

### Rioni di Cerveteri
- La Boccetta, il più antico che comprende l'intero centro storico
- La Garbatella, antistante il centro storico, che comprende Piazza Aldo Moro, il Parco della Legnara e i Giardini della Rimemberanza
- San Pietro, situato nella parte alta di Cerveteri, prende il nome dalla piazza di San Pietro
- La Casaccia, situato nella parte del Cimitero Vecchio e del Granarone
- La Fornace, prossimo ai Giardini e prende il nome dalla fabbrica della fornace che fu demolita
- Madonna dei Canneti, situato intorno all'omonima via
- Fontana Morella, che comprende la zona intorno all'omonima via, dalla biforcazione con via Settevene Palo fino al ponte sul Fosso del Marmo, gran parte della zona di Colle dell'Asino, e la parte di Viale Manzoni da largo Guido Rossa all'incrocio con via Bonaventura.
- Tyrsenia, che comprende la parte bassa del paese, cioè l'entrata di Cerveteri
- Cerenova Costantica, che comprende l'omonima località della frazione Marina di Cerveteri

## Infrastrutture e trasporti

### Strade
Cerveteri è servita dall'omonimo svincolo autostradale situato sulla A12 Azzurra. Inoltre, è collegata a Ladispoli e Bracciano attraverso la SP4a Settevene-Palo II.

### Ferrovie
Si possono raggiungere altre località grazie alla rete ferroviaria regionale dalla Stazione di Ladispoli-Cerveteri e dalla Stazione di Marina di Cerveteri (sita nella frazione di Cerenova), dalla quale passano treni provenienti da Roma e che raggiungono Civitavecchia, Pisa e Grosseto.

### Mobilità urbana
Il centro della città è collegato alle frazioni e a Ladispoli grazie ad un sistema di autobus interni, gestito dalla Seatour Spa. Inoltre, il comune è collegato alle città limitrofe di Fiumicino (frazioni di Torrimpietra, Palidoro e Aranova), Ladispoli, Bracciano, Roma (stazione metro Cornelia), Civitavecchia, Tolfa con gli autobus della compagnia COTRAL.

## Amministrazione
Al comune nel 1949 fu assegnata la frazione di Ladispoli, precedentemente amministrata dal comune di Civitavecchia, poi, nel 1970 la frazione divenne comune autonomo.

| Periodo          | Periodo          | Primo cittadino     | Partito                          | Carica      | Note   |
| ---------------- | ---------------- | ------------------- | -------------------------------- | ----------- | ------ |
| 21 giugno 1993   | 12 maggio 1997   | Lamberto Ramazzotti | Partito Socialista Italiano      | Sindaco     | [ 38 ] |
| 12 maggio 1997   | 16 giugno 1998   | Stefano Cetica      | Alleanza Nazionale               | Sindaco     | [ 39 ] |
| 16 giugno 1998   | 14 dicembre 1998 | Achille Togna       |                                  | Commissario |        |
| 14 dicembre 1998 | 31 ottobre 2002  | Guido Rossi         | Alleanza Nazionale               | Sindaco     | [ 40 ] |
| 31 ottobre 2002  | 10 giugno 2003   | Paola Basilone      |                                  | Commissario |        |
| 10 giugno 2003   | 24 luglio 2007   | Antonio Brazzini    | Democratici di Sinistra          | Sindaco     | [ 41 ] |
| 24 luglio 2007   | 29 aprile 2008   | Raffaele Bonanno    |                                  | Commissario |        |
| 29 aprile 2008   | 22 dicembre 2011 | Gino Ciogli         | Partito Democratico              | Sindaco     | [ 42 ] |
| 22 dicembre 2011 | 22 maggio 2012   | Giuliana Giaquinto  |                                  | Commissario |        |
| 22 maggio 2012   | 11 giugno 2017   | Alessio Pascucci    | Indipendente                     | Sindaco     | [ 43 ] |
| 11 giugno 2017   | 28 giugno 2022   | Alessio Pascucci    | Ind. e dal 2018 Italia in Comune | Sindaco     |        |
| 28 giugno 2022   | in carica        | Elena Gubetti       | Partito Democratico              | Sindaco     |        |

### Gemellaggi
- Fürstenfeldbruck
- Livry-Gargan
- Almuñécar

## Sport

### Calcio
Nel comune sono presenti le seguenti società di calcio:
- Associazione Sportiva Dilettantistica Città di Cerveteri, che, nel campionato 2023-24, milita nel campionato maschile di Promozione.[44]
- A.S.D. Cerveteri Calcio, che, nel campionato 2022-23, milita nel campionato maschile di Prima Categoria.
- ASD DM 84 Cerveteri, che, nel campionato 2022-23, milita nel campionato maschile di Seconda Categoria.

### Calcio a 5
- Coppa d'Oro Cerveteri che nel 2019-20 milita nel campionato femminile di serie A2.[45]

### Pallanuoto
È presente una squadra di pallanuoto maschile, ASD Tyrsenia Sporting Club, che milita nel campionato di Serie C

### Pallacanestro
- Rim Sport Cerveteri che nel 2019-2020 milita nel campionato maschile di Serie C (Silver).[46]

### Annotazioni
1. ↑  
Si ricordano le seguenti chiese non più esistenti:
  - Chiesa di San Rocco: non più esistente, sorgeva sull'omonima via, al suo posto ora sorge un palazzo.
  - Chiesa di San Martino vescovo: era una chiesa, oggi non più esistente, che sorgeva davanti all'attuale fontana del Mascherone e fu demolita nel 1881 per far posto a Piazza Risorgimento.
  - Chiesa di San Pietro, scomparsa. La sua ubicazione è tuttora incerta, ha dato il nome all'omonimo Rione San Pietro.
  - Chiesa di San Paolo, le sue 3 absidi affiorano dalle rovine del Casal dei Guitti.
  - Chiesa di San Michele Arcangelo sub ripa, oggi adibita a "finilessa", è la chiesa dove san Michele, secondo la leggenda, suonò le campane per avvertire i cittadini dell'avvicinarsi dei Saraceni.
  - Monastero della Maddalena, sorgeva nell'omonima "Valle della Maddalena", adiacente alla macchia della Signora.
  - Chiesa di Santa Maria della fonte, si trovava a fianco del lavatore. Era esistente fino al 1870.
  - Chiesa della Madonna di Carpineto: era una chiesa in frazione Ceri, venne demolita per l'allargamento della strada che porta a San Martino.
  - Chiesa del Buon Consiglio, sorgeva sul palazzo Torlonia, a Ceri. Venne demolita per la costruzione del giardino del palazzo, ad opera del principe Torlonia.
  - Chiesa della Madonna del piano, sita nello svincolo per Cerenova, fu costruita a seguito della bonifica, oggi ospita le tombe della famiglia Ruspoli. Attualmente è ridotta ad un rudere.

### Riferimenti
1. 1 2   Bilancio demografico mensile anno 2025 (dati provvisori), su demo.istat.it, ISTAT.
2. ↑   Classificazione sismica (XLS), su rischi.protezionecivile.gov.it.
3. ↑   Tabella dei gradi/giorno dei Comuni italiani raggruppati per Regione e Provincia (PDF), in Legge 26 agosto 1993, n. 412, allegato A, Agenzia nazionale per le nuove tecnologie, l'energia e lo sviluppo economico sostenibile, 1º marzo 2011,  p. 151. URL consultato il 25 aprile 2012 (archiviato dall'url originale il 1º gennaio 2017).
4. ↑  Plinio il Vecchio, Naturalis Historia, III, 51.
5. 1 2  Strabone, Geografia, V, 2,3.
6. 1 2 3 4 5  Antonio Nibby, Analisi storico-topografico-antiquaria della carta de' Dintorni di Roma. (3 voll.) Roma, Tipografia delle Belle Arti, 1837, CAERE – CERVETERI e CERI.
7. ↑  L'origine di Caere. Contributo alla conoscenza del processo formativo protourbano in un settore dell'Etruria meridionale. Orlando Cerasuolo. 2008
8. ↑  Dionigi di Alicarnasso, Antichità romane, III 58. 1
9. ↑  Ivan Parisi, Il regesto dei protocolli del notaio Camillo Beneimbene, p.212.
10. ↑  Gaetano Moroni, Dizionario di erudizione storico-ecclesiastica da S. Pietro sino si nostri giorni, vol. XI, pp.97-99
11. 1 2 3   Stemma comunale, su Comune di Cerveteri. URL consultato il 4 settembre 2023.
12. ↑   Cerveteri (Roma) D.P.R. 02.08.2007 concessione di gonfalone, su presidenza.governo.it. URL consultato il 10 agosto 2022.
13. ↑   Castello Ruspoli cerveteri, su castelloruspolicerveteri.com. URL consultato il 29 luglio 2024.
14. ↑   Castello Ruspoli a Cerveteri, su lazionascosto.it. URL consultato il 29 luglio 2024.
15. ↑  Cerveteri,Necropoli di Monte Abatone
16. ↑   Costone pericolante, Greppe Sant’Angelo a rischio, su quotidianolavoce.it. URL consultato il 3 agosto 2024.
17. ↑   Cerveteri (Necropoli del Sorbo), su canino.info. URL consultato il 31 luglio 2024.
18. ↑   Tumulo Regolini Galassi e Necropoli del Sorbo, su cultura.gov.it. URL consultato il 31 luglio 2024.
19. ↑   i ruderi della Ferriera, su tripadvisor.it. URL consultato il 26 luglio 2024.
20. ↑   Sentieri etruschi, su comune.cerveteri.rm.it. URL consultato il 26 luglio 2024.
21. ↑   Il Monumento naturale della Palude di Torre Flavia, su cittametropolitanaroma.it. URL consultato il 3 agosto 2024.
22. ↑   Comprensorio Tolfetano-Cerite-Manziate, su parchilazio.it. URL consultato il 3 agosto 2024.
23. ↑   Monte Tosto, su parchilazio.it. URL consultato il 3 agosto 2024.
24. ↑   Sughereta del Sasso, su parchilazio.it. URL consultato il 3 agosto 2024.
25. ↑   LE CINQUE CASCATE DI CERVETERI, su mountainsarecalling.it.
26. ↑   Le cascate di Cerveteri: come arrivare, anello e mappa, su goodtrekking.it.
27. ↑   Le dieci cascate di Cerveteri., su luigiplos.it. URL consultato il 3 agosto 2024.
28. ↑   La Via degli Inferi, alla scoperta di un'antica via cava etrusca - Sentiero n.1, su outdooractive.com. URL consultato il 26 luglio 2024.
29. ↑  Dati tratti da:
  -  Popolazione residente dei comuni. Censimenti dal 1861 al 1991 (PDF), su ebiblio.istat.it, ISTAT.
  -  Popolazione residente per territorio – serie storica, su esploradati.censimentopopolazione.istat.it.
Nota bene: il dato del 2021 si riferisce al dato del censimento permanente al 31 dicembre di quell'anno.
30. ↑   demo.istat.it,  https://demo.istat.it/app/?i=P03&l=it.
31. ↑   Museo Archeologico Nazionale Cerite, su pact.cultura.gov.it. URL consultato il 26 luglio 2024.
32. ↑   Museo ornitologico, su castelloruspolicerveteri.com. URL consultato il 14 agosto 2025.
33. ↑   Cerveteri - Biblioteca Comunale "Nilde Iotti", su opac.regione.lazio.it. URL consultato il 26 luglio 2024.
34. ↑   Giacchè, da dove viene e dove va, su vinix.com. URL consultato il 31 luglio 2024.
35. ↑   Festival Etrusco dell’Inclusione e dell’Integrazione, su art-festival.it. URL consultato il 29 luglio 2024.
36. ↑  Decreto del presidente della Repubblica 3 giugno 1949, n. 361, in materia di "Distacco della frazione di Ladispoli dal comune di Civitavecchia ed aggregazione al comune di Cerveteri."
37. ↑  Legge 6 maggio 1970, n. 240, in materia di "Costituzione in comune autonomo della frazione di Ladispoli del comune di Cerveteri in provincia di Roma con la denominazione di Ladispoli."
38. ↑  Risultati delle elezioni amministrative del 6 giugno 1993 (con turno di ballottaggio il 20 giugno), Archivio storico delle elezioni del Ministero dell'Interno
39. ↑  Risultati delle elezioni amministrative del 27 aprile 1997 (con turno di ballottaggio il 10 maggio), Archivio storico delle elezioni del Ministero dell'Interno
40. ↑  Risultato delle elezioni amministrative del 29 novembre 1998 (con turno di ballottaggio il 12 dicembre), Archivio storico delle elezioni del Ministero dell'Interno
41. ↑  Risultato delle elezioni amministrative del 25 maggio 2003 (con turno di ballottaggio il 8 giugno), Archivio storico delle elezioni del Ministero dell'Interno
42. ↑  Risultato delle elezioni amministrative del 13 aprile 2008 (con turno di ballottaggio il 27 aprile), Archivio storico delle elezioni del Ministero dell'Interno
43. ↑  Risultato delle elezioni amministrative del 6 maggio 2012 (con turno di ballottaggio il 21 maggio), Archivio storico delle elezioni del Ministero dell'Interno
44. ↑   Comunicato Ufficiale N° 14 del 2/08/2022 (PDF), su lazio.lnd.it.
45. ↑  La squadra sul sito Tuttocampo
46. ↑  Il campionato regionale sul sito della FIP